# VIA Rail

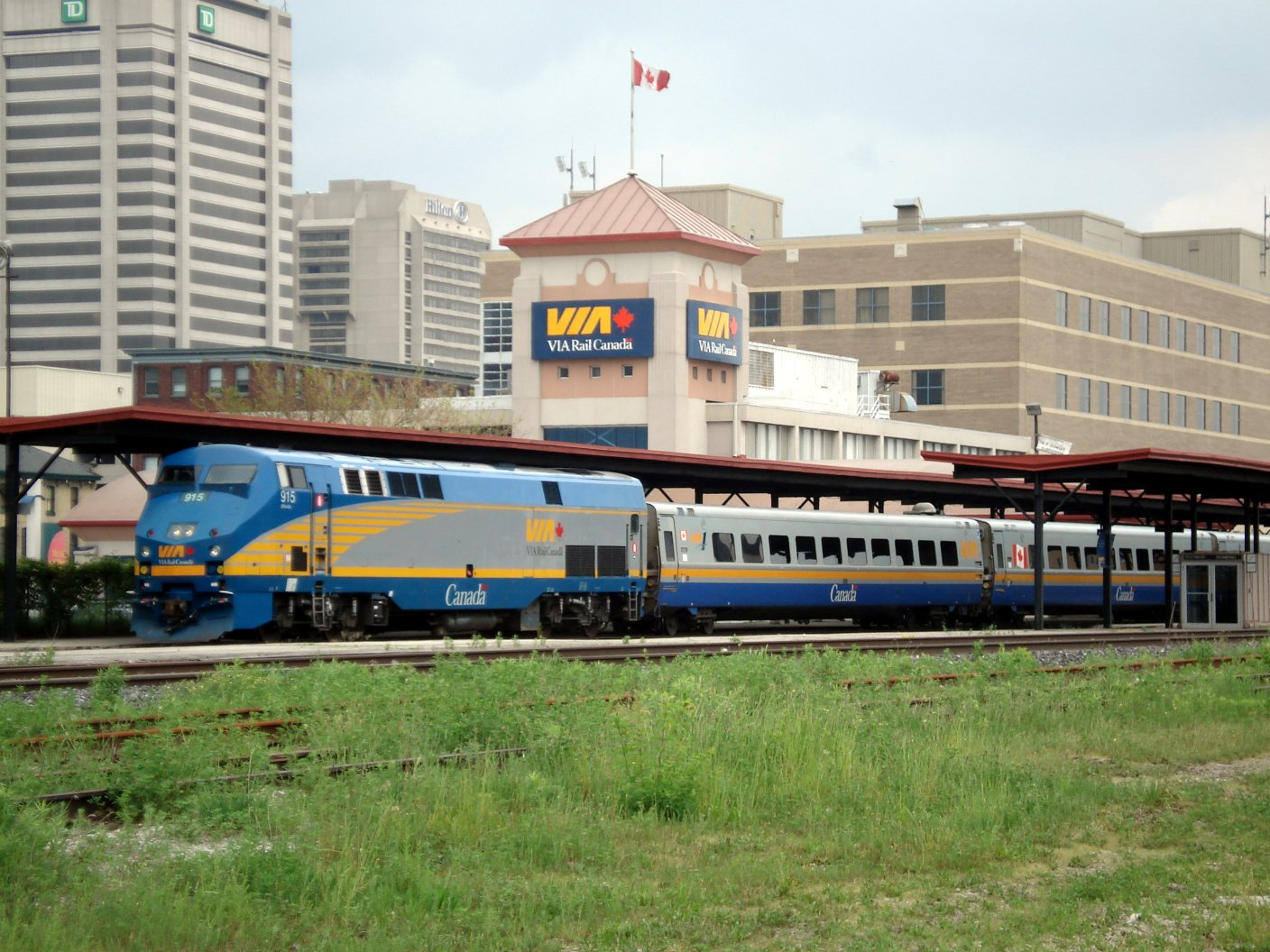
Een VIA Rail-trein op het station in London (Ontario)

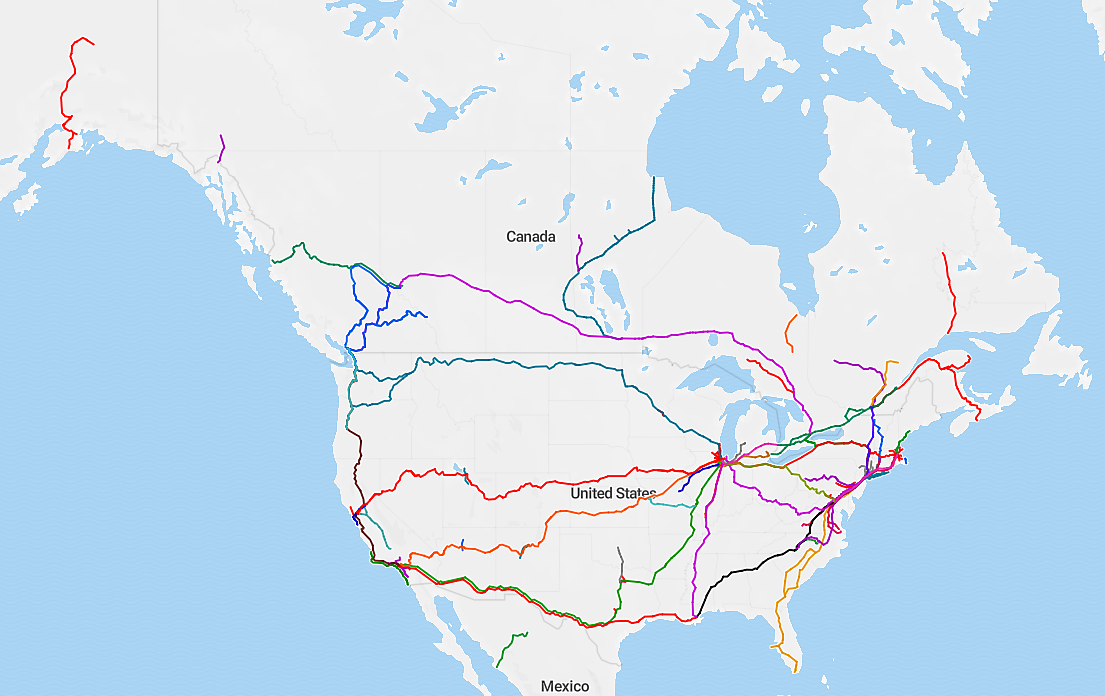
Passagierstreinen in Noord-Amerika (interactieve kaart)

VIA Rail Canada (ook bekend als VIA Rail of VIA) is een staatsbedrijf in Canada, dat actief is in de spoorwegen. Het exploiteert intercitytreinen: 514 treinen per week over een spoorlengte van ruim 12.500 kilometer. Eigenaar van de sporen is Canadian National Railway.

## Activiteiten
VIA Rail verzorgt namens de Canadese overheid het spoorvervoer van passagiers. Het netwerk heeft een lengte van 12.500 kilometer en wekelijks zijn er 514 diensten. Er zijn 121 stations en in 2017 vervoerden de 2899 medewerkers van VIA Rail 4,4 miljoen passagiers. De meeste passagiers worden vervoerd in het oosten van Canada boven de Grote Meren, waarvan meer dan de helft op het traject Montréal-Ottawa-Toronto. In 2017 maakten zo'n 100.000 passagiers gebruik van de dienst tussen Toronto en Vancouver.
In de periode 2013-2017 realiseerde VIA rail een gemiddelde jaaromzet van C$ 300 miljoen. De kosten lagen in diezelfde periode ongeveer tweemaal zo hoog, maar het verlies wordt jaarlijks gecompenseerd door een financiële bijdrage van de overheid.

## Geschiedenis
In de jaren zeventig wilde Canadian National Railway (CN) af van alle onderdelen die niets te maken hadden met het vervoeren van vracht en het onderhoud van het spoornetwerk. Uiteindelijk werd per 1 april 1978 de passagiersdivisie (die destijds al VIA Rail Canada heette) van CN losgekoppeld, ruim een half jaar later kwam daar ook de passagiersdivisie van Canadian Pacific Railway bij. VIA Rail Canada is een volwaardig staatsbedrijf.
Enkele jaren later, aan het begin van de jaren tachtig en negentig, werd er op het budget van VIA Rail meerdere malen sterk bezuinigd door de overheid. Hierdoor zijn enkele belangrijke diensten, zoals de Atlantic en de Super Continental, geschrapt.
Aan het eind van de jaren negentig namen de zorgen over het milieu toe. David Collenette trad ook aan als Minister van Transport. Hij zorgde dat er weer meer geld stroomde naar de spoorwegbedrijven zodat er nieuw materieel kon worden aangekocht, zoals onder andere treinstellen voor de nooit in dienst getreden Nightstar.

## Huidige verbindingen
Anno 2017 onderhoudt VIA Rail de volgende langeafstandsverbindingen:
- Halifax-Montreal (1 nacht aan boord)
- Montreal-Toronto (dagtrein)
- Toronto-Vancouver (3 nachten aan boord)
- Winnipeg-Churchill (2 nachten aan boord)

De frequentie is 2 tot 3 keer in de week, uitgezonderd Montreal-Toronto die veel vaker rijdt. De treinen zijn meestal al ver van tevoren volgeboekt (behalve Montreal-Toronto) en worden hoofdzakelijk gebruikt door toeristen. Uitzondering is de lijn Winnipeg-Churchill die op het laatste gedeelte van het traject ook veel door de lokale bevolking wordt gebruikt wegens het ontbreken van wegen in dat gebied.
De treinen zijn zilverkleurig en voorzien van 1e en 2e klas slaapwagens die overdag tot zitrijtuigen worden omgebouwd. Bijzonder is de zogenaamde Dome car, een wagen voorzien van een verhoogd panoramadek en een lounge. Deze kunnen door de passagiers in 1e en 2e klas worden gebruikt. Er bevinden zich ook zitrijtuigen in de trein met verstelbare stoelen. Deze passagiers mogen geen gebruik maken van de Dome cars. Daarnaast bevat de trein meerdere restauratie- en bagagerijtuigen en rijtuigen voor het treinpersoneel.
De treinen kunnen uit wel 30 rijtuigen bestaan en worden door 2 of zelfs 3 diesellocomotieven getrokken. Op de meeste stations is de trein te lang om in zijn geheel aan het perron te staan en wordt dan in 2 of 3 delen opgesplitst en aan verschillende perrons opgesteld.
Daarnaast onderhoudt VIA Rail ook nog een aantal kortere verbindingen en forensentreinen rondom de grote steden.
In Vancouver rijdt de trein via een keerdriehoek achterwaarts het station binnen.